# Флојд (Вирџинија)
Флојд (Вирџинија) (енгл. Floyd) град је у америчкој савезној држави Вирџинија. По попису становништва из 2010. у њему је живело 425 становника.

## Демографија
Према попису становништва из 2010. у граду је живело 425 становника, што је 7 (1,6%) становника мање него 2000. године.
| Група             | 2000.       | 2010.       |
| Белци             | 403 (93,3%) | 376 (88,5%) |
| Афроамериканци    | 20 (4,6%)   | 15 (3,5%)   |
| Азијати           | 1 (0,2%)    | 2 (0,5%)    |
| Хиспаноамериканци | 3 (0,7%)    | 27 (6,4%)   |
| Укупно            | 432         | 425         |